# Jetfins

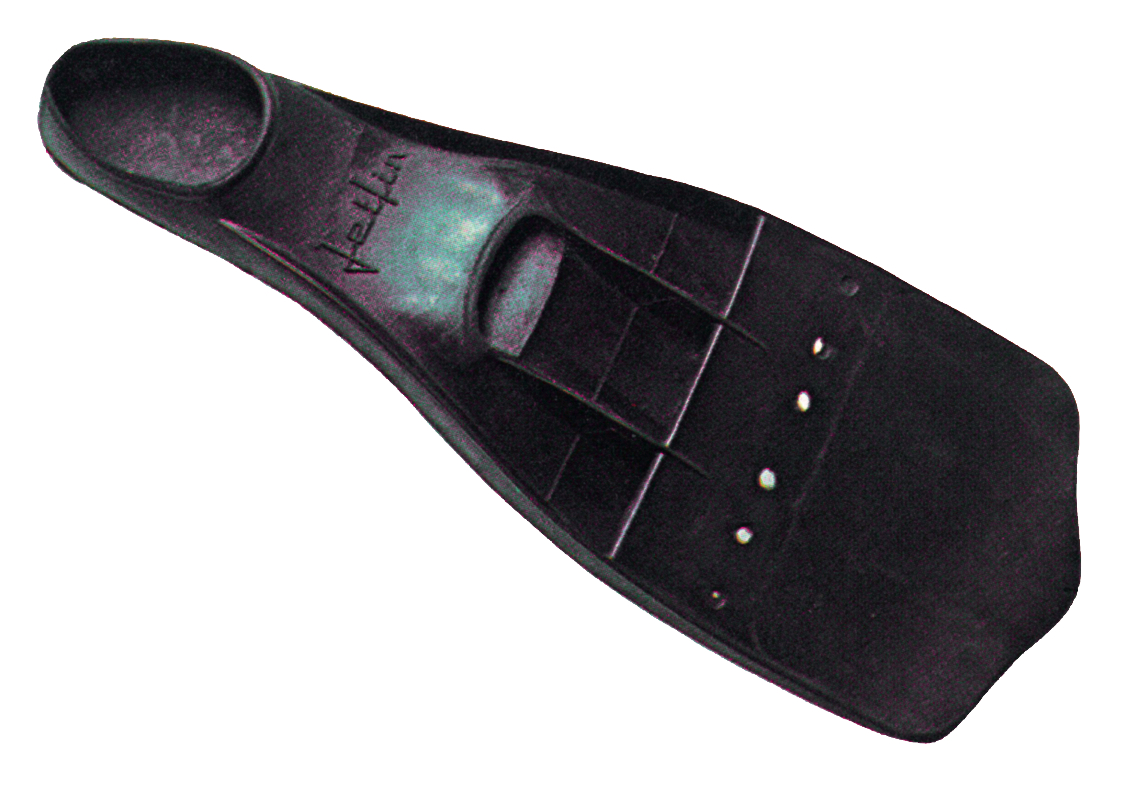
Adjustables Jetfins（1964年）

ジェットフィンとは通気口付きフィンのことである。

## 概要
1964年フランスのジョルジオ・ブッシャーによって発明された。ジェットフィンはブッシャー・インターナショナルによって、商業用ダイバー製品の調整機能付き仕様として販売された。ジェットフィンの名前とデザインは1970年代にスキューバプロに売却された。

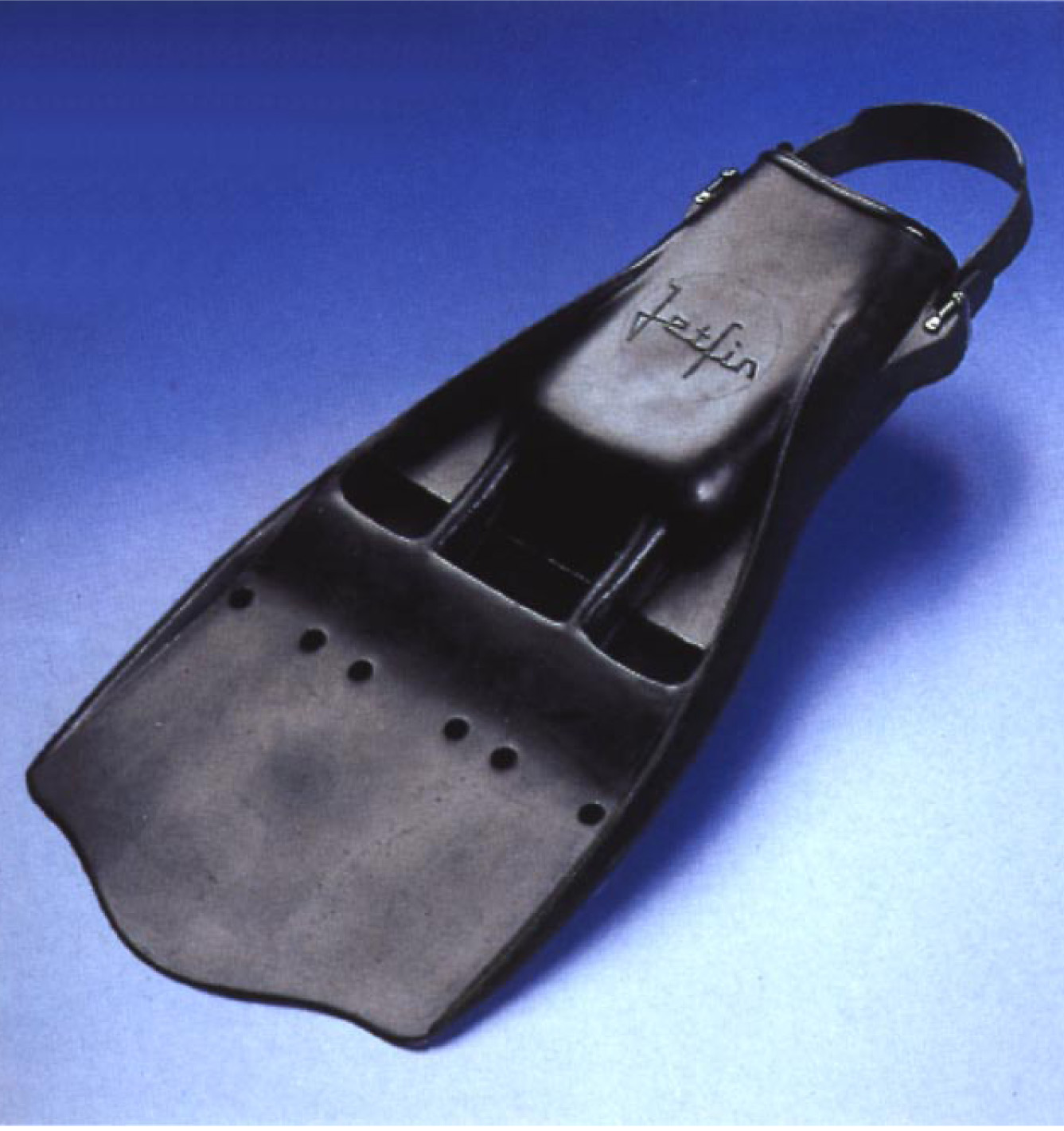
Fullfoot Jetfins（1964年）